# サイクル安打
サイクル安打（サイクルあんだ）とは、野球・ソフトボールの試合における記録で、1試合で1人の打者が単打、二塁打、三塁打、本塁打のそれぞれを1本以上打った場合に成立する記録である。
一巡安打（いちじゅんあんだ）、サイクルヒット（cycle hits）とも呼ぶ。サイクルヒットは和製英語であり、英語では hit for the cycle という。

## 概要
もともとは、「単打、二塁打、三塁打、本塁打の順で安打を打つこと」がサイクル安打と呼ばれていた。現在ではその順で記録したものは「ナチュラル・サイクルヒット」、逆に本塁打から順に記録したものは「リバースサイクルヒット」（逆ナチュラル・サイクルヒット）と呼ばれ、順番無関係で成立した単なるサイクル安打とは区別されている。
日本プロ野球 (NPB) では、1948年10月2日に藤村富美男が最初に達成したが、これは後日認定されたものである。当時の日本には「サイクル安打」の概念がなかったためで、17年後の1965年7月16日に阪急ブレーブスのダリル・スペンサーがサイクル安打を達成した際、スペンサーが自ら記者に「なぜ自分に質問をしてこないのか。これはサイクル安打といって、とんでもない記録なんだ」と言ったのがきっかけで遡って記録が調べられ、藤村が日本での最初の達成者であることが判明した。また、藤村は1950年に2度目のサイクル安打を記録しており、複数回のサイクル安打を記録した最初の選手にもなった。その後、松永浩美、ロバート・ローズ、福留孝介も記録した。
その後、サイクル安打達成者には連盟表彰が行われるようになり、通算150本塁打、100勝などの節目の記録と同様に記録達成者として公式に名前が残る。
この記録を狙う上で最も難しいとされるのが三塁打であり、三塁打だけを打てず記録を達成できなかった例は多々ある。毒島章一は、三塁打よりさらに難易度が高いランニング本塁打を含んだサイクル安打を達成している。
また、事実上サイクル安打が達成できる状況にありながら、次の塁に進んだことで達成を逃した例もあり、中島治康は、まだ誰も達成者がいなかった1940年5月24日の巨人対セネタース戦で本塁打・二塁打・三塁打を記録し、単打が出ればサイクル安打初達成者になるところだったが、次の打席で右中間を破った打球を全力疾走で二塁打にし、達成を逃した。松井秀喜も2001年5月23日の巨人対ヤクルト戦で本塁打・二塁打・三塁打を記録し、残りは単打のみという状況だったが、第5打席で安打を放つも一塁で止まらず二塁まで進んで二塁打とした。そのため両者とも単打を残してサイクル安打達成とはならなかった。
日本では、ポストシーズン（クライマックスシリーズ、プレーオフ、日本シリーズ）で達成した選手はおらず、公式戦以外では、古田敦也が1992年のオールスターゲーム第2戦、近本光司が2019年のオールスターゲーム第2戦でサイクル安打を達成している。また岸川勝也は1989年秋のセパ東西対抗でサイクル安打を記録した。また、公式戦で1986年に記録している金村義明は1982年のジュニアオールスターゲームでも記録している。
メジャーリーグ (MLB) において日本人選手がサイクル安打を達成したのは2019年6月13日の大谷翔平のみである。
なお、1試合で4種類の本塁打（ソロ、2ラン、3ラン、満塁）をすべて打つことを「サイクル本塁打」（サイクルホームラン）と呼ぶが、NPB・MLBとも2022年までにこの記録を達成した者は1人もいない。

## 歴代達成者

### 日本プロ野球
日本プロ野球では、72人が延べ77回達成している。日本シリーズ、プレーオフ、クライマックスシリーズで達成した選手はいない。現存球団では東北楽天ゴールデンイーグルスで達成した選手はいない。
名前の太字はナチュラル・サイクル安打。
| 達成日        | 選手                 | 所属         | 対戦相手 | 球場             | 備考 |
| ------------- | -------------------- | ------------ | -------- | ---------------- | --- |
| 1948年10月2日 | 藤村富美男           | 大阪         | 金星     | 甲子園           | NPB史上初。単打2本含む5安打。 |
| 1949年4月16日 | 金田正泰             | 大阪         | 南海     | 後楽園           | |
| 1950年5月25日 | 藤村富美男(2)        | 大阪         | 広島     | 甲子園           | 2回目。NPB史上初複数回達成者。 |
| 1950年6月27日 | 門前眞佐人           | 大洋         | 中日     | 後楽園           | |
| 1952年4月13日 | 東谷夏樹             | 阪急         | 大毎     | 川崎             | パ・リーグでは初。 |
| 1952年4月20日 | 浅原直人             | 東急         | 近鉄     | 川崎             | |
| 1952年6月22日 | 滝田政治             | 大映         | 東急     | 川崎             | 単打2本含む5安打。 |
| 1952年6月26日 | 山川武範             | 広島         | 国鉄     | 後楽園           | |
| 1953年4月23日 | 青田昇               | 洋松         | 巨人     | 後楽園           | |
| 1953年8月17日 | 原田徳光             | 名古屋       | 巨人     | 後楽園           | 達成選手が試合で敗れたのはNPB史上初。                                                                                                |
| 1954年7月15日 | 大下弘               | 西鉄         | 阪急     | 平和台           | 単打2本を含む5安打。NPB史上初の延長戦での達成。NPB史上初のサヨナラ本塁打での達成。                                                   |
| 1954年7月25日 | 川上哲治             | 巨人         | 広島     | 前橋             | |
| 1955年8月24日 | 飯田徳治             | 南海         | トンボ   | 川崎             | 延長戦での達成。 |
| 1957年6月23日 | 毒島章一             | 東映         | 近鉄     | 駒沢             | NPB史上初のランニング本塁打を含んだサイクル安打。                                                                                    |
| 1957年7月19日 | 渡辺清               | 阪急         | 近鉄     | 大阪             | 単打2本含む5安打、延長戦での達成。                                                                                                   |
| 1957年8月27日 | 葛城隆雄             | 毎日         | 南海     | 大阪             | NPB史上最年少（20歳8カ月）での達成。                                                                                                 |
| 1959年6月20日 | 大和田明             | 広島         | 大洋     | 広島             | 単打2本含む5安打。 |
| 1959年7月26日 | 町田行彦             | 国鉄         | 中日     | 中日             | |
| 1960年8月6日  | 小淵泰輔             | 西鉄         | 東映     | 平和台           | |
| 1961年5月7日  | 張本勲               | 東映         | 近鉄     | 駒沢             | |
| 1961年7月8日  | 近藤和彦             | 大洋         | 阪神     | 川崎             | サヨナラ本塁打での達成。 |
| 1962年9月16日 | 前田益穂             | 中日         | 大洋     | 中日             | |
| 1963年4月25日 | 王貞治               | 巨人         | 阪神     | 後楽園           | |
| 1965年7月16日 | ダリル・スペンサー   | 阪急         | 近鉄     | 西京極           | 延長戦での達成。NPB史上初の外国人達成者。試合後のスペンサーの発言により、日本でサイクル安打が認識された。                            |
| 1968年5月28日 | 和田博実             | 西鉄         | 南海     | 平和台           | |
| 1971年8月14日 | 山崎裕之             | ロッテ       | 東映     | 神宮             | |
| 1973年7月11日 | 弘田澄男             | ロッテ       | 日拓     | 神宮             | |
| 1976年4月17日 | 得津高宏             | ロッテ       | 太平洋   | 仙台             | NPB史上初の三塁打2本を含む5安打で達成。                                                                                              |
| 1976年7月7日  | 衣笠祥雄             | 広島         | 巨人     | 札幌             | NPB史上初の初回先頭打者本塁打から始まるサイクル安打。                                                                                |
| 1976年7月9日  | 若松勉               | ヤクルト     | 中日     | 神宮             | |
| 1978年5月20日 | 長崎慶一             | 大洋         | 阪神     | 横浜             | |
| 1979年5月20日 | 真弓明信             | 阪神         | 中日     | ナゴヤ           | NPB史上2人目の初回先頭打者本塁打から始まるサイクル安打。                                                                             |
| 1980年7月17日 | 平野光泰             | 近鉄         | 阪急     | 西宮             | |
| 1980年7月29日 | 大宮龍男             | 日本ハム     | 南海     | 大阪             | 単打2本含む5安打。 |
| 1981年5月21日 | 福本豊               | 阪急         | 西武     | 西武             | |
| 1982年10月8日 | 松永浩美             | 阪急         | 南海     | 西宮             | 単打2本含む5安打。 |
| 1983年4月30日 | 山本浩二             | 広島         | 阪神     | 甲子園           | |
| 1985年5月21日 | 栗橋茂               | 近鉄         | 南海     | 大阪             | |
| 1985年5月22日 | 岡村隆則             | 西武         | ロッテ   | 平和台           | |
| 1986年7月17日 | 金村義明             | 近鉄         | 阪急     | 西宮             | 昭和最後のサイクル安打。 |
| 1989年7月13日 | 秋山幸二             | 西武         | 近鉄     | 藤井寺           | 平成最初のサイクル安打。 |
| 1989年10月1日 | 田村藤夫             | 日本ハム     | ダイエー | 平和台           | |
| 1990年7月7日  | 藤本博史             | ダイエー     | 日本ハム | 浜松             | |
| 1990年8月23日 | 池山隆寛             | ヤクルト     | 中日     | 神宮             | |
| 1991年5月24日 | 松永浩美(2)          | オリックス   | ロッテ   | 神戸             | 2回目、NPB史上2人目の複数回達成者。                                                                                                  |
| 1992年7月29日 | ジャック・ハウエル   | ヤクルト     | 広島     | 神宮             | |
| 1994年9月18日 | 中村紀洋             | 近鉄         | 日本ハム | 藤井寺           | 初三塁打で達成。 |
| 1995年5月2日  | ロバート・ローズ     | 横浜         | 中日     | 横浜             | |
| 1997年4月29日 | ロバート・ローズ(2)  | 横浜         | ヤクルト | 横浜             | 2回目、NPB史上3人目の複数回達成者。                                                                                                  |
| 1997年8月22日 | 立浪和義             | 中日         | 阪神     | ナゴヤドーム     | |
| 1997年9月26日 | 広沢克               | 巨人         | 中日     | 東京ドーム       | |
| 1999年4月24日 | 金本知憲             | 広島         | 中日     | 広島             | |
| 1999年6月25日 | 仁志敏久             | 巨人         | 広島     | 広島             | |
| 1999年6月30日 | ロバート・ローズ(3)  | 横浜         | 広島     | 富山             | 3回目、NPB史上初の3回目達成者。 |
| 2000年6月7日  | 松井稼頭央           | 西武         | 近鉄     | 西武ドーム       | |
| 2002年7月27日 | ボイ・ロドリゲス     | 横浜         | 広島     | 函館             | |
| 2002年9月21日 | 井端弘和             | 中日         | 横浜     | ナゴヤドーム     | |
| 2003年5月3日  | ホセ・オーティズ     | オリックス   | 西武     | 西武ドーム       | 延長戦での達成。 |
| 2003年6月8日  | 福留孝介             | 中日         | 広島     | ナゴヤドーム     | |
| 2003年7月1日  | 稲葉篤紀             | ヤクルト     | 横浜     | 松本             | 5回での達成は最速イニング記録。降雨コールドゲームでの達成はNPB史上初。                                                               |
| 2003年7月1日  | 村松有人             | ダイエー     | 近鉄     | 大阪ドーム       | |
| 2003年7月2日  | 桧山進次郎           | 阪神         | 中日     | 甲子園           | |
| 2004年4月4日  | 細川亨               | 西武         | 日本ハム | 札幌ドーム       | |
| 2004年4月13日 | アレックス・オチョア | 中日         | 巨人     | 東京ドーム       | 延長戦での達成。NPBとMLBで達成（史上唯一）。NPB史上初の逆ナチュラルサイクル安打。                                                    |
| 2007年9月22日 | フリオ・ズレータ     | ロッテ       | 楽天     | フルスタ宮城     | |
| 2008年9月3日  | 小笠原道大           | 巨人         | 広島     | 京セラドーム     | |
| 2014年9月2日  | ライネル・ロサリオ   | 広島         | 巨人     | 長野             | NPB史上3人目の初回先頭打者本塁打から始まるサイクル安打。NPB史上2人目の逆ナチュラルサイクル安打達成者。                               |
| 2016年7月20日 | 大島洋平             | 中日         | 広島     | マツダスタジアム | NPB史上4人目の初回先頭打者本塁打から始まるサイクル安打。全打席2ストライクに追い込まれてからの達成。                                  |
| 2016年7月30日 | 福留孝介(2)          | 阪神         | 中日     | 甲子園           | 2回目、複数球団での達成、史上最年長（39歳3カ月）記録。NPB史上4人目の複数回達成者。                                                   |
| 2018年4月21日 | 柳田悠岐             | ソフトバンク | 日本ハム | 札幌ドーム       | 単打2本含む5安打。 |
| 2018年7月9日  | 山田哲人             | ヤクルト     | 巨人     | 静岡             | |
| 2018年7月20日 | 桑原将志             | DeNA         | 阪神     | 横浜             | NPB史上5人目の初回先頭打者本塁打から始まるサイクル安打。                                                                             |
| 2018年8月16日 | 平田良介             | 中日         | DeNA     | ナゴヤドーム     | NPB史上6人目の初回先頭打者本塁打から始まるサイクル安打。二塁打2本含む5安打。                                                         |
| 2019年4月9日  | 梅野隆太郎           | 阪神         | DeNA     | 甲子園           | 平成最後のサイクル安打。 |
| 2021年8月25日 | 牧秀悟               | DeNA         | 阪神     | 京セラドーム     | レギュラーシーズンにおいては令和初、初の新人での達成。                                                                               |
| 2021年9月18日 | 塩見泰隆             | ヤクルト     | 巨人     | 東京ドーム       | |
| 2025年8月19日 | 丸佳浩               | 巨人         | ヤクルト | 神宮             | プロ18年目で達成。83年に達成した広島東洋カープの山本浩二が持っていた最遅記録（プロ15年目）を抜き、最も遅いサイクル安打達成となった。 |

#### 球団別
いずれも前身球団を含む。
| 順位                       | 球団         | 回数 |
| -------------------------- | ------------ | ---- |
| 1                          | DeNA         | 10   |
| 2                          | 中日         | 8    |
| 3                          | 西武         | 7    |
| 3                          | オリックス   | 7    |
| 3                          | 阪神         | 7    |
| 3                          | ヤクルト     | 7    |
| 7                          | 広島         | 6    |
| 7                          | 巨人         | 6    |
| 9                          | 日本ハム     | 5    |
| 9                          | ロッテ       | 5    |
| 11                         | ソフトバンク | 4    |
| 12                         | 楽天         | 0    |
| 現存しない球団・傍系の球団 |              |      |
|                            | 近鉄         | 4    |
|                            | 大映         | 1    |

#### オールスターゲーム
| 達成日        | 選手                 | 所属 | 対戦相手 | 球場                 | 備考 |
| ------------- | -------------------- | ---- | -------- | -------------------- | --- |
| 1992年7月19日 | 古田敦也（ヤクルト） | 全セ | 全パ     | 千葉マリンスタジアム | 第2戦 |
| 2019年7月13日 | 近本光司（阪神）     | 全セ | 全パ     | 阪神甲子園球場       | 第2戦 初回先頭打者本塁打から始まるサイクル安打。レギュラーシーズンを含めても令和最初かつ新人初のサイクル安打。 |

### メジャーリーグ
メジャーリーグでは299人がのべ376回達成している。
参考：
名前の太字はナチュラル・サイクル安打。
| 達成日        | 選手                           | 所属                                       | 備考                                                            |
| ------------- | ------------------------------ | ------------------------------------------ | --------------------------------------------------------------- |
| 1882年5月25日 | カリー・フォリー               | バッファロー・バイソンズ                   |                                                                 |
| 1883年7月30日 | ロン・ナイト                   | フィラデルフィア・アスレチックス           |                                                                 |
| 1883年9月12日 | ジョン・ライリー               | シンシナティ・レッズ                       |                                                                 |
| 1883年9月19日 | ジョン・ライリー               | シンシナティ・レッズ                       | 2度目、1シーズン2回                                             |
| 1884年6月16日 | ジム・オルーク                 | バッファロー・バイソンズ                   |                                                                 |
| 1885年6月12日 | デーブ・オル                   | ニューヨーク・メトロポリタンズ             |                                                                 |
| 1885年6月13日 | ジョージ・ウッド               | デトロイト・ウルバリンズ                   |                                                                 |
| 1885年6月16日 | ヘンリー・ラーキン             | フィラデルフィア・アスレチックス           |                                                                 |
| 1885年9月28日 | モックス・マクエリー           | デトロイト・ウルバリンズ                   |                                                                 |
| 1886年5月24日 | フレッド・ダンラップ           | セントルイス・マルーンズ                   |                                                                 |
| 1886年8月8日  | ピート・ブラウニング           | ルイビル・カーネルズ                       |                                                                 |
| 1886年8月21日 | ジャック・ロウ                 | デトロイト・ウルバリンズ                   |                                                                 |
| 1886年9月23日 | チッピー・マクガー             | フィラデルフィア・アスレチックス           |                                                                 |
| 1887年4月30日 | ティップ・オニール             | セントルイス・カージナルス                 |                                                                 |
| 1887年5月2日  | フレッド・キャロル             | ピッツバーグ・パイレーツ                   |                                                                 |
| 1887年5月7日  | ティップ・オニール             | セントルイス・カージナルス                 | 2度目、1シーズン2回                                             |
| 1887年8月10日 | デーブ・オル                   | ニューヨーク・メトロポリタンズ             | 2度目                                                           |
| 1887年8月26日 | ビッド・マクフィー             | シンシナティ・レッズ                       |                                                                 |
| 1888年5月15日 | ハリー・ストービー             | フィラデルフィア・アスレチックス           |                                                                 |
| 1888年6月13日 | サム・バークレイ               | カンザスシティ・カウボーイズ               |                                                                 |
| 1888年7月28日 | ジミー・ライアン               | シカゴ・カブス                             |                                                                 |
| 1888年8月25日 | マイク・ティアナン             | ニューヨーク・ジャイアンツ                 |                                                                 |
| 1889年6月7日  | ピート・ブラウニング           | ルイビル・カーネルズ                       | 2度目                                                           |
| 1889年8月8日  | ジャック・グラスコック         | インディアナポリス・フージャーズ           |                                                                 |
| 1889年8月15日 | ラリー・トウィッチェル         | クリーブランド・スパイダーズ               |                                                                 |
| 1890年6月28日 | マイク・ティアナン             | ニューヨーク・ジャイアンツ                 | 2度目                                                           |
| 1890年7月5日  | ビル・ヴァン・ダイク           | トレド・マウミーズ                         |                                                                 |
| 1890年7月18日 | ジャンボ・デービス             | ブルックリン・グラディエイターズ           |                                                                 |
| 1890年7月21日 | ロジャー・コナー               | ニューヨーク・ジャイアンツ                 |                                                                 |
| 1890年8月1日  | オイスター・バーンズ           | ブルックリン・ドジャース                   |                                                                 |
| 1890年8月6日  | ジョン・ライリー               | シンシナティ・レッズ                       | 3度目                                                           |
| 1890年8月12日 | ファーマー・ウィーバー         | ルイビル・カーネルズ                       | 1試合6安打                                                      |
| 1891年7月1日  | ジミー・ライアン               | シカゴ・カブス                             | 2度目                                                           |
| 1891年9月12日 | アブナー・ダルリンプル         | ミルウォーキー・ブルワーズ                 |                                                                 |
| 1894年4月24日 | レーブ・クロス                 | フィラデルフィア・フィリーズ               |                                                                 |
| 1894年6月13日 | ビル・ハッサマー               | ワシントン・セネタース                     |                                                                 |
| 1894年8月17日 | サム・トンプソン               | フィラデルフィア・フィリーズ               |                                                                 |
| 1894年9月28日 | トム・パロット                 | シンシナティ・レッズ                       |                                                                 |
| 1895年8月16日 | トミー・ダウド                 | セントルイス・カージナルス                 |                                                                 |
| 1895年9月30日 | エド・カートライト             | ワシントン・セネタース                     |                                                                 |
| 1896年5月9日  | ハーマン・ロング               | ボストン・ブレーブス                       |                                                                 |
| 1896年5月30日 | ビル・ジョイス                 | ワシントン・セネタース                     |                                                                 |
| 1901年7月10日 | ハリー・デービス               | フィラデルフィア・アスレチックス           |                                                                 |
| 1901年7月23日 | フレッド・クラーク             | ピッツバーグ・パイレーツ                   |                                                                 |
| 1901年7月30日 | ナップ・ラジョイ               | フィラデルフィア・アスレチックス           |                                                                 |
| 1903年5月7日  | フレッド・クラーク             | ピッツバーグ・パイレーツ                   | 2度目                                                           |
| 1903年6月21日 | バック・フリーマン             | ボストン・レッドソックス                   |                                                                 |
| 1903年7月29日 | パッツィ・ドハティ             | ボストン・レッドソックス                   |                                                                 |
| 1903年9月24日 | ビル・ブラッドリー             | クリーブランド・インディアンス             |                                                                 |
| 1904年6月20日 | ダフ・クーリー                 | ボストン・ブレーブス                       |                                                                 |
| 1904年10月4日 | サム・マーテス                 | ニューヨーク・ジャイアンツ                 |                                                                 |
| 1907年4月26日 | ジョニー・ベイツ               | ボストン・ブレーブス                       |                                                                 |
| 1908年10月2日 | オーティス・クライマー         | ワシントン・セネタース                     |                                                                 |
| 1910年7月3日  | チーフ・ウィルソン             | ピッツバーグ・パイレーツ                   |                                                                 |
| 1910年8月25日 | ダニー・マーフィー             | フィラデルフィア・アスレチックス           |                                                                 |
| 1910年10月6日 | ビル・コリンズ                 | ボストン・ブレーブス                       |                                                                 |
| 1911年7月3日  | フランク・ベーカー             | フィラデルフィア・アスレチックス           |                                                                 |
| 1911年8月19日 | マイク・ミッチェル             | シンシナティ・レッズ                       |                                                                 |
| 1912年6月9日  | トリス・スピーカー             | ボストン・レッドソックス                   |                                                                 |
| 1912年6月10日 | チーフ・メイヤーズ             | ニューヨーク・ジャイアンツ                 |                                                                 |
| 1912年7月25日 | バート・ダニエルズ             | ニューヨーク・ヤンキース                   |                                                                 |
| 1912年8月22日 | ホーナス・ワグナー             | ピッツバーグ・パイレーツ                   |                                                                 |
| 1914年5月6日  | エド・レノックス               | ピッツバーグ・レーベルズ                   |                                                                 |
| 1915年7月5日  | ヘイニー・グロー               | シンシナティ・レッズ                       |                                                                 |
| 1918年6月13日 | クリフ・ヒースコート           | セントルイス・カージナルス                 | 初三塁打、初本塁打で達成                                        |
| 1920年8月8日  | ジョージ・シスラー             | セントルイス・ブラウンズ                   |                                                                 |
| 1920年9月17日 | ボビー・ビーチ                 | デトロイト・タイガース                     |                                                                 |
| 1920年9月17日 | ジョージ・バーンズ             | ニューヨーク・ジャイアンツ                 |                                                                 |
| 1921年5月7日  | ボブ・ミューゼル               | ニューヨーク・ヤンキース                   |                                                                 |
| 1921年6月1日  | デーブ・バンクロフト           | ニューヨーク・ジャイアンツ                 |                                                                 |
| 1921年8月13日 | ジョージ・シスラー             | セントルイス・ブラウンズ                   | 2度目                                                           |
| 1921年8月30日 | デーブ・ロバートソン           | ピッツバーグ・パイレーツ                   |                                                                 |
| 1922年4月29日 | ロス・ヤングス                 | ニューヨーク・ジャイアンツ                 |                                                                 |
| 1922年5月25日 | ジミー・ジョンストン           | ブルックリン・ドジャース                   |                                                                 |
| 1922年6月27日 | レイ・シャーク                 | シカゴ・ホワイトソックス                   |                                                                 |
| 1922年7月3日  | ボブ・ミューゼル               | ニューヨーク・ヤンキース                   | 2度目                                                           |
| 1923年7月7日  | パイ・トレイナー               | ピッツバーグ・パイレーツ                   |                                                                 |
| 1924年4月17日 | ベイビードール・ジェイコブソン | セントルイス・ブラウンズ                   |                                                                 |
| 1924年8月28日 | グース・ゴスリン               | ワシントン・セネタース                     |                                                                 |
| 1925年6月4日  | カイカイ・カイラー             | ピッツバーグ・パイレーツ                   |                                                                 |
| 1925年6月20日 | マックス・キャリー             | ピッツバーグ・パイレーツ                   |                                                                 |
| 1925年7月21日 | ロイ・カーライル               | ボストン・レッドソックス                   |                                                                 |
| 1926年9月26日 | ボブ・フォザギル               | デトロイト・タイガース                     |                                                                 |
| 1927年7月15日 | ジム・ボトムリー               | セントルイス・カージナルス                 |                                                                 |
| 1927年8月5日  | サイ・ウィリアムズ             | フィラデルフィア・フィリーズ               |                                                                 |
| 1928年5月29日 | ビル・テリー                   | ニューヨーク・ジャイアンツ                 |                                                                 |
| 1928年7月26日 | ボブ・ミューゼル               | ニューヨーク・ヤンキース                   | 3度目                                                           |
| 1929年5月16日 | メル・オット                   | ニューヨーク・ジャイアンツ                 |                                                                 |
| 1929年5月23日 | スキー・メリロ                 | セントルイス・ブラウンズ                   |                                                                 |
| 1929年9月2日  | ジョー・クローニン             | ワシントン・セネタース                     |                                                                 |
| 1930年5月8日  | フレディ・リンドストロム       | ニューヨーク・ジャイアンツ                 |                                                                 |
| 1930年6月23日 | ハック・ウィルソン             | シカゴ・カブス                             |                                                                 |
| 1930年8月21日 | チック・ヘイフィー             | セントルイス・カージナルス                 |                                                                 |
| 1931年5月18日 | ベーブ・ハーマン               | ブルックリン・ドジャース                   |                                                                 |
| 1931年7月1日  | チャック・クライン             | フィラデルフィア・フィリーズ               |                                                                 |
| 1931年7月24日 | ベーブ・ハーマン               | ブルックリン・ドジャース                   | 2度目、1シーズン2回                                             |
| 1932年6月3日  | トニー・ラゼリ                 | ニューヨーク・ヤンキース                   |                                                                 |
| 1932年7月22日 | ミッキー・カクレーン           | フィラデルフィア・アスレチックス           |                                                                 |
| 1933年5月5日  | ペッパー・マーティン           | セントルイス・カージナルス                 |                                                                 |
| 1933年5月26日 | チャック・クライン             | フィラデルフィア・フィリーズ               | 2度目                                                           |
| 1933年6月24日 | アーキー・ヴォーン             | ピッツバーグ・パイレーツ                   |                                                                 |
| 1933年8月2日  | ミッキー・カクレーン           | フィラデルフィア・アスレチックス           | 2度目                                                           |
| 1933年8月6日  | ピンキー・ヒギンズ             | フィラデルフィア・アスレチックス           |                                                                 |
| 1933年8月14日 | ジミー・フォックス             | フィラデルフィア・アスレチックス           |                                                                 |
| 1933年8月17日 | アール・アベリル               | クリーブランド・インディアンス             |                                                                 |
| 1933年9月30日 | ベーブ・ハーマン               | シカゴ・カブス                             | 3度目                                                           |
| 1934年6月10日 | ドク・クレーマー               | フィラデルフィア・アスレチックス           |                                                                 |
| 1934年6月25日 | ルー・ゲーリッグ               | ニューヨーク・ヤンキース                   |                                                                 |
| 1934年8月19日 | ムース・ソルターズ             | ボストン・レッドソックス                   |                                                                 |
| 1935年6月29日 | ジョー・メドウィック           | セントルイス・カージナルス                 |                                                                 |
| 1936年5月24日 | サム・レスリー                 | ニューヨーク・ジャイアンツ                 |                                                                 |
| 1937年4月20日 | ジー・ウォーカー               | デトロイト・タイガース                     | 本塁打から順に始まる逆ナチュラルで達成                          |
| 1937年7月9日  | ジョー・ディマジオ             | ニューヨーク・ヤンキース                   |                                                                 |
| 1937年8月1日  | ルー・ゲーリッグ               | ニューヨーク・ヤンキース                   | 2度目                                                           |
| 1938年7月12日 | オデル・ヘイル                 | クリーブランド・インディアンス             |                                                                 |
| 1939年5月5日  | サム・チャップマン             | フィラデルフィア・アスレチックス           |                                                                 |
| 1939年5月27日 | チャーリー・ゲーリンジャー     | デトロイト・タイガース                     |                                                                 |
| 1939年7月19日 | アーキー・ヴォーン             | ピッツバーグ・パイレーツ                   | 2度目                                                           |
| 1940年6月8日  | ハリー・クラフト               | シンシナティ・レッズ                       |                                                                 |
| 1940年6月15日 | ハリー・ダニング               | ニューヨーク・ジャイアンツ                 |                                                                 |
| 1940年7月13日 | ジョニー・マイズ               | セントルイス・カージナルス                 |                                                                 |
| 1940年7月19日 | バディ・ロザー                 | ニューヨーク・ヤンキース                   |                                                                 |
| 1940年8月2日  | ジョー・クローニン             | ボストン・レッドソックス                   | 2度目                                                           |
| 1940年9月8日  | ジョー・ゴードン               | ニューヨーク・ヤンキース                   |                                                                 |
| 1941年7月19日 | ジョージ・マックイーン         | セントルイス・ブラウンズ                   |                                                                 |
| 1943年7月3日  | レオン・カルバーソン           | ボストン・レッドソックス                   |                                                                 |
| 1944年5月17日 | ボビー・ドーア                 | ボストン・レッドソックス                   |                                                                 |
| 1944年7月6日  | ボブ・ジョンソン               | ボストン・レッドソックス                   |                                                                 |
| 1944年9月2日  | ディクシー・ウォーカー         | ブルックリン・ドジャース                   |                                                                 |
| 1945年7月15日 | ボブ・エリオット               | ピッツバーグ・パイレーツ                   |                                                                 |
| 1945年8月4日  | ビル・サルケルド               | ピッツバーグ・パイレーツ                   |                                                                 |
| 1946年5月19日 | ミッキー・バーノン             | ワシントン・セネタース                     |                                                                 |
| 1946年7月21日 | テッド・ウィリアムズ           | ボストン・レッドソックス                   |                                                                 |
| 1947年5月13日 | ボビー・ドーア                 | ボストン・レッドソックス                   | 2度目                                                           |
| 1947年9月14日 | ビック・ワーツ                 | デトロイト・タイガース                     |                                                                 |
| 1948年5月20日 | ジョー・ディマジオ             | ニューヨーク・ヤンキース                   | 2度目                                                           |
| 1948年7月30日 | ウォーリー・ウェストレイク     | ピッツバーグ・パイレーツ                   |                                                                 |
| 1948年8月29日 | ジャッキー・ロビンソン         | ブルックリン・ドジャース                   |                                                                 |
| 1949年6月14日 | ウォーリー・ウェストレイク     | ピッツバーグ・パイレーツ                   | 2度目                                                           |
| 1949年6月25日 | ギル・ホッジス                 | ブルックリン・ドジャース                   |                                                                 |
| 1949年7月24日 | スタン・ミュージアル           | セントルイス・カージナルス                 |                                                                 |
| 1950年6月2日  | ジョージ・ケル                 | デトロイト・タイガース                     |                                                                 |
| 1950年6月25日 | ラルフ・カイナー               | ピッツバーグ・パイレーツ                   |                                                                 |
| 1950年6月28日 | ロイ・スモーリー・ジュニア     | シカゴ・カブス                             |                                                                 |
| 1950年8月2日  | エルマー・バロ                 | フィラデルフィア・アスレチックス           |                                                                 |
| 1950年9月7日  | フート・エバーズ               | デトロイト・タイガース                     |                                                                 |
| 1951年6月4日  | ガス・ベル                     | ピッツバーグ・パイレーツ                   |                                                                 |
| 1952年6月4日  | ラリー・ドビー                 | クリーブランド・インディアンス             |                                                                 |
| 1954年7月11日 | ドン・ミューラー               | ニューヨーク・ジャイアンツ                 |                                                                 |
| 1957年7月2日  | リー・ウォールス               | シカゴ・カブス                             |                                                                 |
| 1957年7月23日 | ミッキー・マントル             | ニューヨーク・ヤンキース                   |                                                                 |
| 1959年5月2日  | フランク・ロビンソン           | シンシナティ・レッズ                       |                                                                 |
| 1960年7月15日 | ブルックス・ロビンソン         | ボルチモア・オリオールズ                   |                                                                 |
| 1960年8月14日 | ビル・ホワイト                 | セントルイス・カージナルス                 |                                                                 |
| 1961年9月14日 | ケン・ボイヤー                 | セントルイス・カージナルス                 |                                                                 |
| 1962年7月13日 | ルー・クリントン               | ボストン・レッドソックス                   |                                                                 |
| 1963年6月27日 | ジョニー・カリソン             | フィラデルフィア・フィリーズ               |                                                                 |
| 1963年8月7日  | ジム・ヒックマン               | ニューヨーク・メッツ                       |                                                                 |
| 1964年5月26日 | ジム・キング                   | ワシントン・セネタース                     |                                                                 |
| 1964年6月16日 | ケン・ボイヤー                 | セントルイス・カージナルス                 | 2度目                                                           |
| 1964年7月22日 | ウィリー・スタージェル         | ピッツバーグ・パイレーツ                   |                                                                 |
| 1964年7月28日 | ジム・フレゴシ                 | ロサンゼルス・エンゼルス                   |                                                                 |
| 1965年5月14日 | カール・ヤストレムスキー       | ボストン・レッドソックス                   |                                                                 |
| 1966年7月17日 | ビリー・ウィリアムズ           | シカゴ・カブス                             |                                                                 |
| 1966年8月11日 | ランディ・ハンドリー           | シカゴ・カブス                             |                                                                 |
| 1968年5月20日 | ジム・フレゴシ                 | カリフォルニア・エンゼルス                 | 2度目。逆ナチュラルで達成。                                     |
| 1970年5月7日  | ウェス・パーカー               | ロサンゼルス・ドジャース                   |                                                                 |
| 1970年5月20日 | ロッド・カルー                 | ミネソタ・ツインズ                         |                                                                 |
| 1970年7月2日  | トニー・ホートン               | クリーブランド・インディアンス             |                                                                 |
| 1970年7月6日  | トミー・エイジー               | ニューヨーク・メッツ                       |                                                                 |
| 1970年7月8日  | ジム・レイ・ハート             | サンフランシスコ・ジャイアンツ             |                                                                 |
| 1971年7月9日  | フレディ・パテック             | カンザスシティ・ロイヤルズ                 |                                                                 |
| 1972年4月16日 | デーブ・キングマン             | サンフランシスコ・ジャイアンツ             |                                                                 |
| 1972年8月2日  | シーザー・セデーニョ           | ヒューストン・アストロズ                   |                                                                 |
| 1972年8月29日 | ボビー・マーサー               | ニューヨーク・ヤンキース                   |                                                                 |
| 1972年9月19日 | シーザー・トーバー             | ミネソタ・ツインズ                         |                                                                 |
| 1973年6月27日 | ジョー・トーリ                 | セントルイス・カージナルス                 |                                                                 |
| 1974年6月9日  | リッチー・ジスク               | ピッツバーグ・パイレーツ                   |                                                                 |
| 1975年5月27日 | ルー・ブロック                 | セントルイス・カージナルス                 |                                                                 |
| 1976年4月22日 | ティム・フォーリ               | モントリオール・エクスポズ                 |                                                                 |
| 1976年6月4日  | ラリー・ハイズル               | ミネソタ・ツインズ                         |                                                                 |
| 1976年6月25日 | マイク・フィリップス           | ニューヨーク・メッツ                       |                                                                 |
| 1976年7月24日 | ライマン・ボストック           | ミネソタ・ツインズ                         |                                                                 |
| 1976年8月9日  | シーザー・セデーニョ           | ヒューストン・アストロズ                   | 2度目                                                           |
| 1976年9月3日  | マイク・ヒーガン               | ミルウォーキー・ブルワーズ                 |                                                                 |
| 1977年6月24日 | ボブ・ワトソン                 | ヒューストン・アストロズ                   |                                                                 |
| 1977年8月5日  | ジョン・メイベリー             | カンザスシティ・ロイヤルズ                 |                                                                 |
| 1977年9月24日 | ジャック・ブロハマー           | シカゴ・ホワイトソックス                   |                                                                 |
| 1978年4月22日 | アンドレ・ソーントン           | クリーブランド・インディアンス             |                                                                 |
| 1978年7月20日 | クリス・スパイアー             | モントリオール・エクスポズ                 |                                                                 |
| 1978年7月27日 | マイク・カッベージ             | ミネソタ・ツインズ                         |                                                                 |
| 1979年5月28日 | ジョージ・ブレット             | カンザスシティ・ロイヤルズ                 |                                                                 |
| 1979年8月10日 | ダン・フォード                 | カリフォルニア・エンゼルス                 |                                                                 |
| 1979年9月15日 | ボブ・ワトソン                 | ボストン・レッドソックス                   | 2度目                                                           |
| 1979年9月26日 | フランク・ホワイト             | カンザスシティ・ロイヤルズ                 |                                                                 |
| 1980年4月22日 | イバン・デヘスース             | シカゴ・カブス                             |                                                                 |
| 1980年5月13日 | フレッド・リン                 | ボストン・レッドソックス                   |                                                                 |
| 1980年6月12日 | マイク・イースラー             | ピッツバーグ・パイレーツ                   |                                                                 |
| 1980年9月18日 | ゲイリー・ウォード             | ミネソタ・ツインズ                         |                                                                 |
| 1980年10月1日 | チャーリー・ムーア             | ミルウォーキー・ブルワーズ                 |                                                                 |
| 1982年8月3日  | フランク・ホワイト             | カンザスシティ・ロイヤルズ                 | 2度目                                                           |
| 1984年5月6日  | カル・リプケン・ジュニア       | ボルチモア・オリオールズ                   |                                                                 |
| 1984年5月16日 | カールトン・フィスク           | シカゴ・ホワイトソックス                   |                                                                 |
| 1984年6月23日 | ウィリー・マギー               | セントルイス・カージナルス                 |                                                                 |
| 1984年6月28日 | ドワイト・エバンス             | ボストン・レッドソックス                   |                                                                 |
| 1985年6月27日 | ジェフリー・レナード           | サンフランシスコ・ジャイアンツ             |                                                                 |
| 1985年7月4日  | キース・ヘルナンデス           | ニューヨーク・メッツ                       |                                                                 |
| 1985年7月23日 | オッディビ・マクドウェル       | テキサス・レンジャーズ                     |                                                                 |
| 1985年9月18日 | リッチ・ゲドマン               | ボストン・レッドソックス                   |                                                                 |
| 1986年5月16日 | トニー・フィリップス           | オークランド・アスレチックス               |                                                                 |
| 1986年8月1日  | カービー・パケット             | ミネソタ・ツインズ                         |                                                                 |
| 1987年4月29日 | アンドレ・ドーソン             | シカゴ・カブス                             |                                                                 |
| 1987年5月4日  | キャンディ・マルドナード       | サンフランシスコ・ジャイアンツ             |                                                                 |
| 1987年8月16日 | ティム・レインズ               | モントリオール・エクスポズ                 |                                                                 |
| 1987年9月23日 | アルバート・ホール             | アトランタ・ブレーブス                     |                                                                 |
| 1988年6月12日 | ロビン・ヨーント               | ミルウォーキー・ブルワーズ                 |                                                                 |
| 1988年7月9日  | クリス・スパイアー             | サンフランシスコ・ジャイアンツ             | 2度目                                                           |
| 1988年9月14日 | マイク・グリーンウェル         | ボストン・レッドソックス                   |                                                                 |
| 1989年4月16日 | ケリー・グルーバー             | トロント・ブルージェイズ                   |                                                                 |
| 1989年6月2日  | エリック・デービス             | シンシナティ・レッズ                       |                                                                 |
| 1989年8月1日  | ケビン・マクレイノルズ         | ニューヨーク・メッツ                       |                                                                 |
| 1989年8月25日 | ゲイリー・リーダス             | ピッツバーグ・パイレーツ                   |                                                                 |
| 1990年7月25日 | ジョージ・ブレット             | カンザスシティ・ロイヤルズ                 | 2度目                                                           |
| 1991年4月22日 | ロビー・トンプソン             | サンフランシスコ・ジャイアンツ             |                                                                 |
| 1991年5月15日 | ポール・モリター               | ミルウォーキー・ブルワーズ                 |                                                                 |
| 1991年6月24日 | デーブ・ウィンフィールド       | カリフォルニア・エンゼルス                 |                                                                 |
| 1991年9月15日 | レイ・ランクフォード           | セントルイス・カージナルス                 |                                                                 |
| 1992年8月25日 | アンドゥハー・セデーニョ       | ヒューストン・アストロズ                   |                                                                 |
| 1993年5月9日  | マーク・グレース               | シカゴ・カブス                             |                                                                 |
| 1993年6月23日 | ジェイ・ビューナー             | シアトル・マリナーズ                       |                                                                 |
| 1993年7月28日 | トラビス・フライマン           | デトロイト・タイガース                     |                                                                 |
| 1994年4月12日 | スコット・クーパー             | ボストン・レッドソックス                   |                                                                 |
| 1995年6月11日 | ロンデル・ホワイト             | モントリオール・エクスポズ                 |                                                                 |
| 1995年8月25日 | グレッグ・ジェフリーズ         | フィラデルフィア・フィリーズ               |                                                                 |
| 1995年9月3日  | トニー・フェルナンデス         | ニューヨーク・ヤンキース                   |                                                                 |
| 1996年5月18日 | ジョン・メイブリー             | セントルイス・カージナルス                 |                                                                 |
| 1996年6月6日  | ジョン・バレンティン           | ボストン・レッドソックス                   |                                                                 |
| 1996年7月3日  | アレックス・オチョア           | ニューヨーク・メッツ                       | 2004年には日本でも達成（両国での達成は史上唯一）                |
| 1997年6月5日  | アレックス・ロドリゲス         | シアトル・マリナーズ                       |                                                                 |
| 1997年9月11日 | ジョン・オルルド               | ニューヨーク・メッツ                       |                                                                 |
| 1998年5月18日 | マイク・ブロワーズ             | オークランド・アスレチックス               |                                                                 |
| 1998年6月10日 | ダンテ・ビシェット             | コロラド・ロッキーズ                       |                                                                 |
| 1998年7月25日 | ネイフィ・ペレス               | コロラド・ロッキーズ                       |                                                                 |
| 1999年5月3日  | ジェフ・ケント                 | サンフランシスコ・ジャイアンツ             |                                                                 |
| 1999年6月19日 | トッド・ヘルトン               | コロラド・ロッキーズ                       |                                                                 |
| 1999年7月6日  | クリス・シングルトン           | シカゴ・ホワイトソックス                   |                                                                 |
| 2000年4月27日 | ホセ・バレンティン             | シカゴ・ホワイトソックス                   |                                                                 |
| 2000年5月19日 | ジェイソン・ケンドール         | ピッツバーグ・パイレーツ                   |                                                                 |
| 2000年6月18日 | マイク・ランシング             | コロラド・ロッキーズ                       | 史上最速（4回で達成）                                           |
| 2000年6月21日 | エリック・チャベス             | オークランド・アスレチックス               |                                                                 |
| 2000年7月5日  | ルイス・ゴンザレス             | アリゾナ・ダイヤモンドバックス             |                                                                 |
| 2001年6月8日  | ダミオン・イーズリー           | デトロイト・タイガース                     |                                                                 |
| 2001年6月16日 | ジョン・オルルド               | シアトル・マリナーズ                       | 2度目                                                           |
| 2001年7月18日 | ジェフ・バグウェル             | ヒューストン・アストロズ                   |                                                                 |
| 2001年8月17日 | ジェフ・フライ                 | トロント・ブルージェイズ                   |                                                                 |
| 2001年9月29日 | ミゲル・テハダ                 | オークランド・アスレチックス               |                                                                 |
| 2002年4月8日  | クレイグ・ビジオ               | ヒューストン・アストロズ                   |                                                                 |
| 2002年9月18日 | グレッグ・コルブラン           | アリゾナ・ダイヤモンドバックス             |                                                                 |
| 2003年6月24日 | ブラッド・ウィルカーソン       | モントリオール・エクスポズ                 |                                                                 |
| 2003年6月29日 | エリック・バーンズ             | オークランド・アスレチックス               |                                                                 |
| 2003年8月14日 | トラビス・ハフナー             | クリーブランド・インディアンス             |                                                                 |
| 2003年9月14日 | ブラディミール・ゲレーロ       | モントリオール・エクスポズ                 |                                                                 |
| 2004年4月27日 | チャド・モーラー               | ミルウォーキー・ブルワーズ                 |                                                                 |
| 2004年5月26日 | ダリル・ウォード               | ピッツバーグ・パイレーツ                   | 史上初の親子で達成                                              |
| 2004年6月28日 | デビッド・ベル                 | フィラデルフィア・フィリーズ               | 史上初の祖父と孫で達成                                          |
| 2004年7月29日 | エリック・バレント             | ニューヨーク・メッツ                       |                                                                 |
| 2004年8月17日 | マーク・テシェイラ             | テキサス・レンジャーズ                     |                                                                 |
| 2004年8月25日 | ジェフ・ダバノン               | アナハイム・エンゼルス                     |                                                                 |
| 2005年4月6日  | ブラッド・ウィルカーソン       | ワシントン・ナショナルズ                   | 2度目                                                           |
| 2005年4月27日 | マーク・グルジラネック         | セントルイス・カージナルス                 |                                                                 |
| 2005年8月15日 | ランディ・ウィン               | サンフランシスコ・ジャイアンツ             |                                                                 |
| 2006年6月21日 | ホセ・レイエス                 | ニューヨーク・メッツ                       |                                                                 |
| 2006年7月28日 | ルーク・スコット               | ヒューストン・アストロズ                   | メジャー初本塁打で達成。逆ナチュラルで達成。                    |
| 2006年8月1日  | カルロス・ギーエン             | デトロイト・タイガース                     |                                                                 |
| 2006年9月13日 | ゲイリー・マシューズ・ジュニア | テキサス・レンジャーズ                     |                                                                 |
| 2006年9月16日 | ショーン・フィギンズ           | ロサンゼルス・エンゼルス・オブ・アナハイム |                                                                 |
| 2007年5月13日 | フレッド・ルイス               | サンフランシスコ・ジャイアンツ             | メジャー初三塁打、初本塁打で達成                                |
| 2007年6月4日  | マーク・エリス                 | オークランド・アスレチックス               | 延長で達成                                                      |
| 2007年6月29日 | オーブリー・ハフ               | ボルチモア・オリオールズ                   |                                                                 |
| 2008年5月7日  | カルロス・ゴメス               | ミネソタ・ツインズ                         | 逆ナチュラルで達成。                                            |
| 2008年8月14日 | マーク・コッツェイ             | アトランタ・ブレーブス                     |                                                                 |
| 2008年8月28日 | クリスチャン・グーズマン       | ワシントン・ナショナルズ                   |                                                                 |
| 2008年9月1日  | スティーブン・ドリュー         | アリゾナ・ダイヤモンドバックス             |                                                                 |
| 2008年9月1日  | エイドリアン・ベルトレ         | シアトル・マリナーズ                       |                                                                 |
| 2009年4月13日 | オーランド・ハドソン           | ロサンゼルス・ドジャース                   |                                                                 |
| 2009年4月15日 | イアン・キンズラー             | テキサス・レンジャーズ                     | ファーマー・ウィーバー以来119年ぶりとなる1試合6安打との同時達成 |
| 2009年4月17日 | ジェイソン・クベル             | ミネソタ・ツインズ                         |                                                                 |
| 2009年5月22日 | マイケル・カダイアー           | ミネソタ・ツインズ                         |                                                                 |
| 2009年8月2日  | メルキー・カブレラ             | ニューヨーク・ヤンキース                   |                                                                 |
| 2009年8月10日 | トロイ・トゥロウィツキー       | コロラド・ロッキーズ                       |                                                                 |
| 2009年8月14日 | フェリックス・ピーエイ         | ボルチモア・オリオールズ                   |                                                                 |
| 2009年10月2日 | B.J.アップトン                 | タンパベイ・レイズ                         |                                                                 |
| 2010年5月8日  | ジョディ・ゲルート             | ミルウォーキー・ブルワーズ                 |                                                                 |
| 2010年7月16日 | ベンジー・モリーナ             | テキサス・レンジャーズ                     | 満塁本塁打                                                      |
| 2010年7月23日 | ケリー・ジョンソン             | アリゾナ・ダイヤモンドバックス             |                                                                 |
| 2010年7月31日 | カルロス・ゴンザレス           | コロラド・ロッキーズ                       | サヨナラ本塁打で達成                                            |
| 2011年9月3日  | ジョージ・コッタラス           | ミルウォーキー・ブルワーズ                 | メジャー初の1試合4安打                                          |
| 2011年9月15日 | パブロ・サンドバル             | サンフランシスコ・ジャイアンツ             |                                                                 |
| 2012年4月27日 | スコット・ヘアストン           | ニューヨーク・メッツ                       |                                                                 |
| 2012年6月18日 | アーロン・ヒル                 | アリゾナ・ダイヤモンドバックス             |                                                                 |
| 2012年6月29日 | アーロン・ヒル                 | アリゾナ・ダイヤモンドバックス             | 2度目、1シーズン2回                                             |
| 2012年8月24日 | エイドリアン・ベルトレ         | テキサス・レンジャーズ                     | 2度目                                                           |
| 2013年5月21日 | マイク・トラウト               | ロサンゼルス・エンゼルス・オブ・アナハイム |                                                                 |
| 2013年7月19日 | ブランドン・バーンズ           | ヒューストン・アストロズ                   |                                                                 |
| 2013年9月23日 | アレックス・リオス             | テキサス・レンジャーズ                     |                                                                 |
| 2014年8月17日 | マイケル・カダイアー           | コロラド・ロッキーズ                       | 2度目、3人目の両リーグで達成                                    |
| 2015年6月16日 | ブロック・ホルト               | ボストン・レッドソックス                   |                                                                 |
| 2015年7月21日 | 秋信守                         | テキサス・レンジャーズ                     | アジア・韓国出身選手で最初                                      |
| 2015年8月3日  | エイドリアン・ベルトレ         | テキサス・レンジャーズ                     | 3度目、4打席連続安打で達成                                      |
| 2015年8月14日 | マット・ケンプ                 | サンディエゴ・パドレス                     | 自身及び球団初の達成                                            |
| 2016年6月15日 | フレディ・フリーマン           | アトランタ・ブレーブス                     |                                                                 |
| 2016年7月2日  | ラージャイ・デービス           | クリーブランド・インディアンス             | 逆ナチュラルで達成。                                            |
| 2016年9月28日 | ジョン・ジェイソ               | ピッツバーグ・パイレーツ                   |                                                                 |
| 2017年4月10日 | ウィル・マイヤーズ             | サンディエゴ・パドレス                     |                                                                 |
| 2017年4月25日 | トレイ・ターナー               | ワシントン・ナショナルズ                   |                                                                 |
| 2017年4月29日 | カルロス・ゴメス               | テキサス・レンジャーズ                     | 2度目                                                           |
| 2017年6月18日 | ノーラン・アレナド             | コロラド・ロッキーズ                       | サヨナラ本塁打で達成                                            |
| 2017年7月15日 | コディ・ベリンジャー           | ロサンゼルス・ドジャース                   |                                                                 |
| 2017年8月1日  | エバン・ロンゴリア             | タンパベイ・レイズ                         |                                                                 |
| 2017年9月9日  | ホセ・アブレイユ               | シカゴ・ホワイトソックス                   |                                                                 |
| 2018年8月9日  | ムーキー・ベッツ               | ボストン・レッドソックス                   |                                                                 |
| 2018年8月29日 | クリスチャン・イエリッチ       | ミルウォーキー・ブルワーズ                 |                                                                 |
| 2018年9月17日 | クリスチャン・イエリッチ       | ミルウォーキー・ブルワーズ                 | 2度目、1シーズン2回                                             |
| 2018年9月30日 | チャーリー・ブラックモン       | コロラド・ロッキーズ                       | 162試合目での達成                                               |
| 2018年10月8日 | ブロック・ホルト               | ボストン・レッドソックス                   | 2度目、ポストシーズン初の達成                                   |
| 2019年4月5日  | ホルヘ・ポランコ               | ミネソタ・ツインズ                         |                                                                 |
| 2019年6月13日 | 大谷翔平                       | ロサンゼルス・エンゼルス                   | 日本人選手で初の達成                                            |
| 2019年6月14日 | ジェイク・バウアーズ           | クリーブランド・インディアンス             | 大谷翔平に続き2日連続での達成、107年ぶり                        |
| 2019年7月23日 | トレイ・ターナー               | ワシントン・ナショナルズ                   | 2度目                                                           |
| 2019年8月5日  | ジョナサン・ビヤー             | ボルチモア・オリオールズ                   |                                                                 |
| 2019年9月17日 | キャバン・ビジオ               | トロント・ブルージェイズ                   | 史上2度目の親子で達成                                           |
| 2021年6月30日 | トレイ・ターナー               | ワシントン・ナショナルズ                   | 3度目                                                           |
| 2021年7月16日 | ジェイク・クロネンワース       | サンディエゴ・パドレス                     | 後半戦初戦で達成                                                |
| 2021年8月18日 | フレディ・フリーマン           | アトランタ・ブレーブス                     | 2度目                                                           |
| 2021年9月19日 | エディ・ロサリオ               | アトランタ・ブレーブス                     |                                                                 |
| 2022年5月11日 | クリスチャン・イエリッチ       | ミルウォーキー・ブルワーズ                 | 3度目、同一球団を相手に3度達成は史上初                          |
| 2022年6月6日  | エドゥアルド・エスコバー       | ニューヨーク・メッツ                       |                                                                 |
| 2022年6月11日 | ジャレッド・ウォルシュ         | ロサンゼルス・エンゼルス                   |                                                                 |
| 2022年6月22日 | オースティン・ヘイズ           | ボルチモア・オリオールズ                   | 降雨コールドでの達成                                            |
| 2022年7月1日  | ノーラン・アレナド             | セントルイス・カージナルス                 | 2度目                                                           |
| 2023年4月11日 | ルイス・アラエス               | マイアミ・マーリンズ                       | これにより現存全球団選手が達成                                  |
| 2023年5月12日 | セドリック・マリンズ           | ボルチモア・オリオールズ                   |                                                                 |
| 2023年6月12日 | J.T.リアルミュート             | フィラデルフィア・フィリーズ               |                                                                 |
| 2023年6月23日 | エリー・デラクルーズ           | シンシナティ・レッズ                       | メジャーデビュー15試合目で達成                                  |
| 2023年8月28日 | ホセ・アルトゥーベ             | ヒューストン・アストロズ                   |                                                                 |
| 2024年6月30日 | ワイアット・ラングフォード     | テキサス・レンジャーズ                     |                                                                 |
| 2024年7月21日 | ヨルダン・アルバレス           | ヒューストン・アストロズ                   |                                                                 |
| 2024年7月28日 | ゼイビア・エドワーズ           | マイアミ・マーリンズ                       | メジャー初三塁打、初本塁打で達成                                |
| 2024年8月15日 | ウェストン・ウィルソン         | フィラデルフィア・フィリーズ               | メジャー初三塁打で達成                                          |
| 2025年3月31日 | カーソン・ケリー               | シカゴ・カブス                             |                                                                 |
| 2025年7月12日 | バイロン・バクストン           | ミネソタ・ツインズ                         | 自身のボブルヘッドデーでの達成                                  |

#### 球団別
（現存する球団のみ集計、前身球団を含む）
参考：
| 順位 | 球団                           | 回数 |
| ---- | ------------------------------ | ---- |
| 1    | サンフランシスコ・ジャイアンツ | 25   |
| 2    | ピッツバーグ・パイレーツ       | 24   |
| 3    | ボストン・レッドソックス       | 22   |
| 4    | セントルイス・カージナルス     | 20   |
| 5    | オークランド・アスレチックス   | 17   |
| 6    | ミネソタ・ツインズ             | 16   |
| 7    | ニューヨーク・ヤンキース       | 15   |
| 8    | ボルチモア・オリオールズ       | 12   |
| 8    | シカゴ・カブス                 | 12   |
| 10   | ワシントン・ナショナルズ       | 11   |
| 10   | テキサス・レンジャーズ         | 11   |
| 10   | ニューヨーク・メッツ           | 11   |
| 13   | シンシナティ・レッズ           | 10   |
| 13   | デトロイト・タイガース         | 10   |
| 13   | ロサンゼルス・ドジャース       | 10   |
| 13   | ミルウォーキー・ブルワーズ     | 10   |
| 13   | ヒューストン・アストロズ       | 10   |
| 13   | フィラデルフィア・フィリーズ   | 10   |
| 19   | クリーブランド・ガーディアンズ | 9    |
| 19   | アトランタ・ブレーブス         | 9    |
| 19   | ロサンゼルス・エンゼルス       | 9    |
| 22   | コロラド・ロッキーズ           | 8    |
| 23   | カンザスシティ・ロイヤルズ     | 6    |
| 23   | シカゴ・ホワイトソックス       | 6    |
| 25   | シアトル・マリナーズ           | 4    |
| 25   | アリゾナ・ダイヤモンドバックス | 4    |
| 27   | トロント・ブルージェイズ       | 3    |
| 27   | サンディエゴ・パドレス         | 3    |
| 29   | タンパベイ・レイズ             | 2    |
| 29   | マイアミ・マーリンズ           | 2    |

### 韓国プロ野球
韓国プロ野球では28人が延べ30回達成している。
名前の太字はナチュラル・サイクル安打。
| 達成日         | 選手                     | 所属     | 対戦相手 | 球場 | 備考                           |
| -------------- | ------------------------ | -------- | -------- | ---- | ------------------------------ |
| 1982年6月12日  | 呉大錫                   | 三星     | 三美     | 九徳 |                                |
| 1987年8月27日  | 李康敦                   | ピングレ | OB       | 蚕室 |                                |
| 1987年8月31日  | 鄭求善                   | ロッテ   | 青宝     | 仁川 |                                |
| 1990年8月4日   | 姜錫千                   | ピングレ | 太平洋   | 大田 |                                |
| 1992年8月23日  | 林炯奭                   | OB       | ロッテ   | 蚕室 |                                |
| 1994年4月16日  | 徐容彬                   | LG       | ロッテ   | 蚕室 |                                |
| 1996年4月14日  | 金応国                   | ロッテ   | ハンファ | 社稷 |                                |
| 1996年8月23日  | 梁埈赫                   | 三星     | 現代     | 大邱 |                                |
| 2001年5月26日  | マニー・マルティネス     | 三星     | ヘテ     | 大邱 | 韓国人以外の選手初             |
| 2001年7月6日   | 田埈昊                   | 現代     | 三星     | 水原 |                                |
| 2003年4月15日  | 梁埈赫                   | 三星     | 現代     | 大邱 | 2度目                          |
| 2004年9月21日  | 辛鍾吉                   | ハンファ | 斗山     | 大田 | 最年少達成                     |
| 2008年6月26日  | 安致溶                   | LG       | 三星     | 大邱 |                                |
| 2009年4月11日  | 李鍾旭                   | 斗山     | LG       | 蚕室 |                                |
| 2013年7月5日   | 李炳圭                   | LG       | ネクセン | 木洞 | 最年長達成                     |
| 2014年5月23日  | 呉載元                   | 斗山     | ハンファ | 蚕室 |                                |
| 2015年4月9日   | エリック・テイムズ       | NC       | 起亜     | 光州 |                                |
| 2015年8月11日  | エリック・テイムズ       | NC       | ネクセン | 木洞 | 2度目、1シーズン2回            |
| 2016年4月15日  | 金周燦                   | 起亜     | ネクセン | 光州 |                                |
| 2016年6月16日  | 朴健祐                   | 斗山     | 起亜     | 光州 |                                |
| 2016年8月18日  | 崔炯宇                   | 三星     | KT       | 水原 |                                |
| 2017年4月7日   | 徐建昌                   | ネクセン | 斗山     | 蚕室 |                                |
| 2017年6月7日   | 鄭振浩                   | 斗山     | 三星     | 蚕室 | 5回での達成は最速イニング記録  |
| 2017年8月3日   | ロジャー・バーナディーナ | 起亜     | KT       | 光州 |                                |
| 2018年5月29日  | メル・ロハス・ジュニア   | KT       | 三星     | 大邱 |                                |
| 2020年5月30日  | 金慧成                   | キウム   | KT       | 高尺 |                                |
| 2020年10月4日  | 呉胤碩                   | ロッテ   | ハンファ | 社稷 | 満塁本塁打を含むのは史上初     |
| 2021年4月29日  | 梁義智                   | NC       | 三星     | 大邱 |                                |
| 2021年10月25日 | 李政厚                   | キウム   | ハンファ | 大田 |                                |
| 2023年9月15日  | 姜勝淏                   | 斗山     | 起亜     | 光州 | リバースサイクルヒットは史上初 |

#### 球団別
| 順位                       | 球団                            | 回数 |
| -------------------------- | ------------------------------- | ---- |
| 1                          | OB-斗山                         | 6    |
| 2                          | 三星                            | 5    |
| 3                          | ピングレ-ハンファ               | 3    |
| 3                          | MBC-LG                          | 3    |
| 3                          | ロッテ                          | 3    |
| 3                          | ウリ-ヒーローズ-ネクセン-キウム | 3    |
| 3                          | NC                              | 3    |
| 8                          | ヘテ-起亜                       | 2    |
| 9                          | KT                              | 1    |
| 10                         | SK-SSG                          | 0    |
| 現存しない球団・傍系の球団 |                                 |      |
|                            | 三美-青宝-太平洋-現代           | 1    |
|                            | サンバンウル                    | 0    |

### 台湾プロ野球
台湾ではCPBLで10人、TMLで2人が延べ12回達成している。
名前の太字はナチュラル・サイクル安打。
中華職業棒球大聯盟(CPBL)
| 達成日        | 選手                 | 所属     | 対戦相手 | 備考                   |
| ------------- | -------------------- | -------- | -------- | ---------------------- |
| 1993年5月25日 | ミルトン・ハーパー   | 味全     | 時報     | 台湾人以外の選手初     |
| 1994年3月7日  | アンヘル・ゴンザレス | 三商     | 統一     |                        |
| 1996年4月10日 | エクトル・ロア       | 統一     | 兄弟     |                        |
| 1997年3月9日  | 陳該発               | 三商     | 兄弟     | 台湾人選手初           |
| 2006年7月28日 | 黄貴裕               | 中信     | 興農     | ランニング本塁打で達成 |
| 2009年5月23日 | 鍾承祐               | La New   | 興農     | 延長戦での達成         |
| 2009年9月11日 | 張泰山               | 興農     | 兄弟     |                        |
| 2012年5月10日 | 林益全               | 興農     | 兄弟     |                        |
| 2015年7月31日 | 王勝偉               | 中信兄弟 | 義大     |                        |
| 2015年8月6日  | 胡金龍               | 義大     | Lamigo   |                        |

#### 球団別
| 順位                       | 球団                                           | 回数 |
| -------------------------- | ---------------------------------------------- | ---- |
| 1                          | 俊国ベアーズ-興農ベアーズ-興農ブルズ-義大-富邦 | 3    |
| 2                          | 統一-統一セブンイレブン-統一                   | 1    |
| 2                          | 兄弟-中信兄弟                                  | 1    |
| 2                          | 第一金剛-La New-Lamigo-楽天                    | 1    |
| 現存しない球団・傍系の球団 |                                                |      |
|                            | 三商                                           | 2    |
| 1/                         | 味全                                           | 1    |
| 1/                         | 和信-中信                                      | 1    |
| 0/                         | 時報                                           | 0    |
| 0/                         | 那魯湾太陽-誠泰太陽-誠泰-米迪亜                | 0    |

台湾職業棒球大聯盟(TML)
| 達成日        | 選手   | 所属     | 対戦相手 | 備考 |
| ------------- | ------ | -------- | -------- | ---- |
| 2001年6月22日 | 陳該発 | 嘉南勇士 | 台北太陽 |      |
| 2002年6月1日  | 許国輝 | 嘉南勇士 | 台北太陽 |      |

### 高校野球全国大会

#### 選抜高等学校野球大会
選抜高等学校野球大会では1人が達成している。
| 開催年 | 大会   | 選手     | 所属 | 対戦相手 | 備考                      |
| ------ | ------ | -------- | ---- | -------- | ------------------------- |
| 1979年 | 第51回 | 北野敏史 | 箕島 | 浪商     | 大会史上唯一 決勝戦で達成 |

#### 全国高等学校野球選手権大会
全国高等学校野球選手権大会では6人が達成している。
| 開催年 | 大会    | 選手       | 所属       | 対戦相手     | 備考               |
| ------ | ------- | ---------- | ---------- | ------------ | ------------------ |
| 1949年 | 第31回  | 杉山慎二郎 | 平安       | 盛岡         | 大会史上初         |
| 1975年 | 第57回  | 玉川寿     | 土佐       | 桂           | 逆ナチュラルで達成 |
| 1991年 | 第73回  | 沢村通     | 大阪桐蔭   | 秋田         | 延長戦で達成       |
| 1998年 | 第80回  | 藤本敏也   | 明徳義塾   | 横浜         |                    |
| 2004年 | 第86回  | 林裕也     | 駒大苫小牧 | 横浜         |                    |
| 2019年 | 第101回 | 杉田翔太郎 | 敦賀気比   | 國學院久我山 |                    |

## 主な記録
- MLB、NPB両方で達成 - アレックス・オチョア（1996年7月3日、2004年4月13日）

### 日本プロ野球
- 最多記録者 - ロバート・ローズ（横浜）3回（1995年5月2日中日戦、1997年4月29日ヤクルト戦、1999年6月30日広島戦）
- 最速サイクル安打 - 稲葉篤紀（ヤクルト）（2003年7月1日横浜戦、5回の攻撃で達成）
- 同じ日に複数人が達成 - 1回
  - 2003年7月1日 - 稲葉篤紀、村松有人（ダイエー）（近鉄戦）
- 最年長記録者 - 福留孝介（阪神）（2016年7月30日中日戦、39歳3ヶ月で達成）

### メジャーリーグ
- 最多記録者 - ジョン・ライリー（英語版）、ボブ・ミューゼル、ベーブ・ハーマン、エイドリアン・ベルトレ、トレイ・ターナー、クリスチャン・イエリッチ 3回
- 最速サイクル安打 - マイク・ランシング（2000年6月18日、4回の攻撃で達成）
- 同じ日に複数人が達成 - 2回
  - 1920年9月17日 - ボビー・ビーチ（英語版）、ジョージ・バーンズ（英語版）
  - 2008年9月1日 - スティーブン・ドリュー、エイドリアン・ベルトレ
- 最初の達成者が出た日の翌日に2日連続で別の選手が達成 - 3回
  - 1885年6月12日、6月13日 - デーブ・オル、ジョージ・ウッド（英語版）
  - 1912年6月9日、6月10日 - トリス・スピーカー、 チーフ・メイヤーズ（英語版）
  - 2019年6月13日、6月14日 - 大谷翔平、ジェイク・バウアーズ
- 親子で達成 - ゲイリー・ウォード（英語版）（1980年）、ダリル・ウォード（英語版）（2004年）・クレイグ・ビジオ（2002年）、キャバン・ビジオ（2019年）
- 祖父・孫で達成 - ガス・ベル（1951年）、デビッド・ベル（2004年）
- 日本人初 - 大谷翔平（2019年）

### 韓国プロ野球
- 梁埈赫が史上初めて2回達成（1996年8月23日、2003年4月15日）。エリック・テームズは2015年4月9日、8月11日と史上初めて1シーズンで2回達成。2023年9月15日、姜勝淏（斗山ベアーズ）が史上28人目、30回目の達成。